# ...și ne izbăvește de Cel Rău...
...și ne izbăvește de Cel Rău... (titlu original: Deliver Us from Evil, denumit anterior ca Beware the Night) este un film american de groază din 2014 regizat de Scott Derrickson. În rolurile principale joacă actorii Eric Bana, Olivia Munn, Joel McHale, Sean Harris și Édgar Ramírez. Este realizat de studioul Jerry Bruckheimer Films și distribuit de Screen Gems.

## Prezentare
Un  polițist din New York și un preot catolic investighează o serie de crime odioase asociate cu posesia ocultă și demonică.

## Distribuție
- Eric Bana ca Ralph Sarchie
- Olivia Munn ca soția lui Ralph
- Joel McHale ca partenerul lui Ralph
- Sean Harris ca un soldat posedat de diavol
- Édgar Ramírez ca un preot renegat care face echipă cu Ralph
- Dorian Missick ca Gordon
- Chris Coy ca Jimmy Tratner
- Rhona Fox ca Zookeeper
- Valentina Rendón ca Claudia
- Olivia Horton ca Jane Crenna

## Vezi și
- Deliver Us from Evil - film documentar din 2006 regizat de Amy J. Berg